# Heinz Landré
Heinz Friedrich Landré (* 24. September 1930 in Herford; † 2. Juni 1999 ebenda) war ein deutscher Maschinenbauingenieur und Politiker (CDU).
Heinz F. Landré besuchte eine Oberschule und wurde dann im Schlosserhandwerk tätig. 1959 absolvierte er an der Ingenieurschule die Ingenieur-Prüfung im Kesselbau und übernahm den elterlichen Betrieb. 1961 wurde der Schlosser und Schweißfachingenieur Schlossermeister. 1968 wurde er persönlich haftender Gesellschafter und Geschäftsführer der H. F. Landré KG./Maschinenfabrik in Bielefeld.
Im Jahr 1963 trat Landré der CDU bei und war von 1976 bis 1987 Mitglied des Deutschen Bundestages. 1976 und 1980 wurde er über die Landesliste Nordrhein-Westfalen gewählt. 1983 errang er das Direktmandat im Wahlkreis Herford.
Er war evangelisch, verheiratet und hatte zwei Kinder.

## Ehrungen
- 1980: Verdienstkreuz am Bande der Bundesrepublik Deutschland
- 1988: Ehrennadel des Westdeutschen Handwerkskammertags
- 1989: Verdienstorden des Landes Nordrhein-Westfalen[2]
- 1993: Großes Verdienstkreuz